# Koenigsegg CCR
El Koenigsegg CCR es un automóvil superdeportivo con motor central-trasero montado longitudinalmente y de tracción trasera, producido por el fabricante sueco Koenigsegg de 2004 a 2006. Es un descapotable con techo targa biplaza con todos los elementos de lujo de un coche de serie.

## Vista general

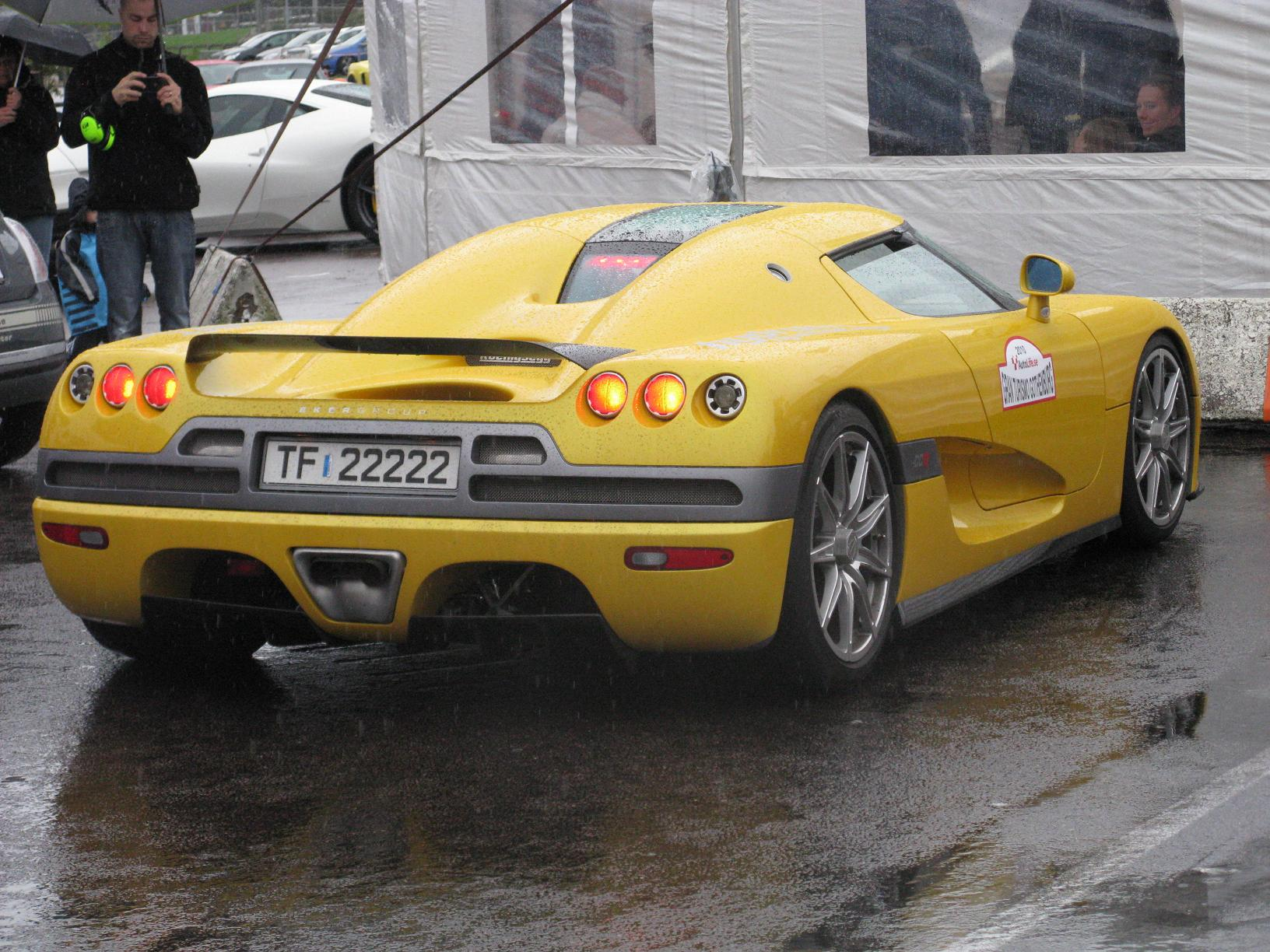
Vista trasera

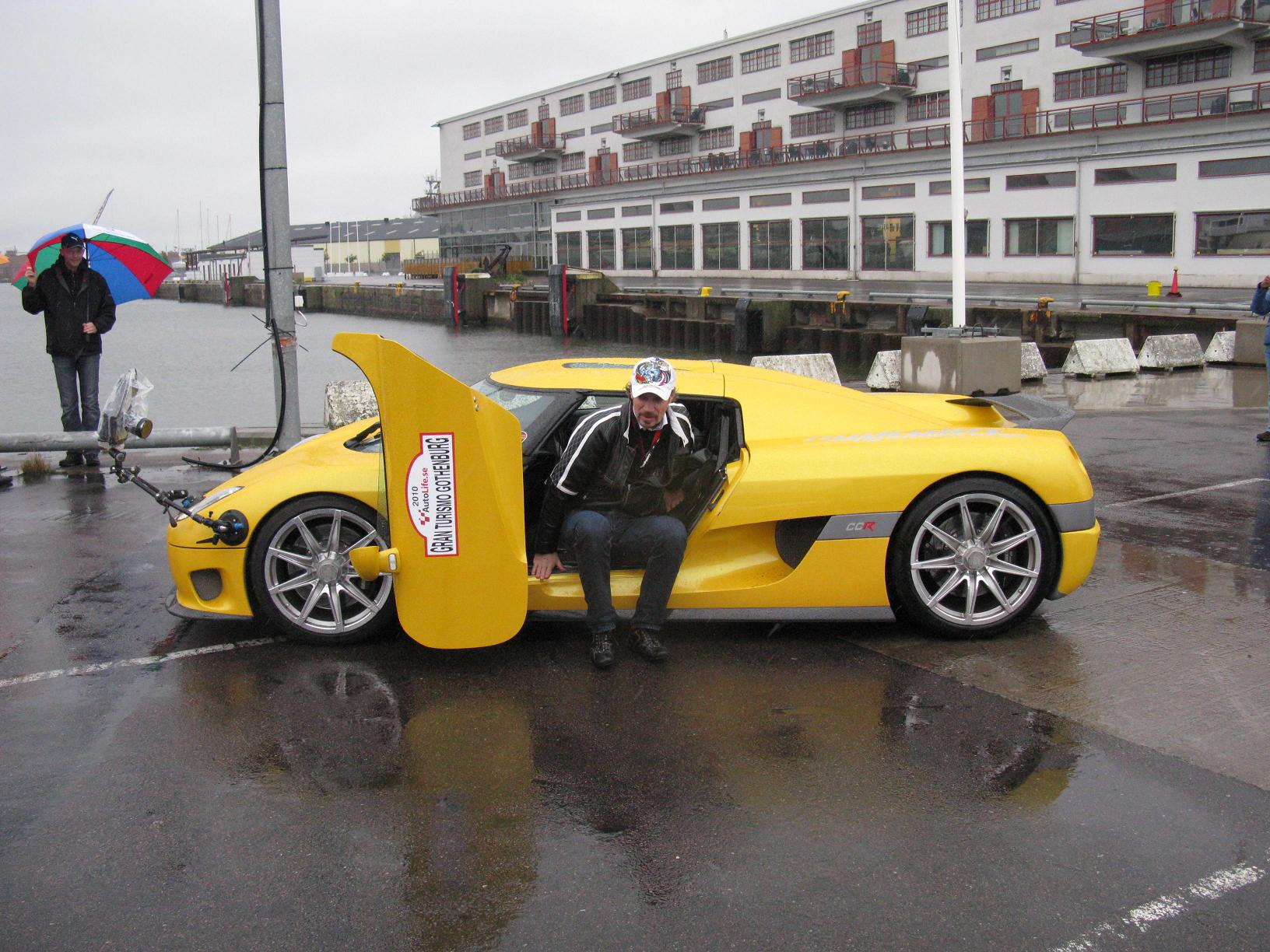
Vista lateral con la puerta diédrica abierta

Fue presentado en el Salón del Automóvil de Ginebra de 2004, siendo el tercer vehículo fabricado por la compañía sueca como una evolución del CC8S y contando con importantes mejoras respecto a su antecesores. Comparado con el CC8S, el CCR presenta una mejora en el diseño de la carrocería, con un separador frontal ("splitter") más grande, frenos más grandes y neumáticos y rines más grandes. Tenía más la apariencia y postura de un automóvil de carreras, comparado con el más elegante CC8S.
La carrocería está hecha de fibra de carbono previamente impregnado y reforzado con kevlar y un material llamado "sándwich" con espuma dura de peso ligero. Los túneles Venturi y los difusores ocupan la parte inferior completamente plana del coche, que aumentan la carga aerodinámica junto con un alerón montado en la parte trasera. Su área frontal es de solamente 1,825 m² (19,64 pies cuadrados), lo que explica que tenga un bajo coeficiente de arrastre de 0.297. Tiene un panel de techo rígido que puede ser retirado y almacenado bajo el cofre delantero.
Su chasis monocasco también está fabricado de fibra de carbono previamente impregnado y reforzado con panal de abejas ("honeycomb") para lograr rigidez adicional. También está equipado con frenos de disco ventilados de 362 mm (14,3 pulgadas), con pinzas (calipers) de seis pistones de aleación ligera, tanto delanteros como traseros, además de ser asistidos por un sistema de control avanzado.
Para un mejor manejo y maniobrabilidad de la puesta a punto de la suspensión, está equipado con nuevos amortiguadores desarrollados y fabricados especialmente por VPS en Italia. Son producidos en pequeñas series para propósitos de competición y tienen la ventaja de una adaptabilidad mayor y un menor peso que cualquier otro en el mercado. También permiten un mejor ajuste y calibración para adaptarse a la pista o a las preferencias del piloto. Su apariencia es igualmente llamativa; mientras que todas las partes son de metal maquinado y la superficie de aluminio anodizado con color titanio.
Los frenos son desarrollados especialmente para el modelo por AP Racing. Su característica es una nueva tecnología que asegura la capacidad de frenado perfectamente intacta, a pesar de los inevitables cambios térmicos que ocurren en el disco. Los discos no están montados en una posición fija a los rines, pero están permitidos de moverse una fracción de milímetro en todas direcciones es una "cantidad flotante". Esto sirve para absorber cualquier cambio térmico, el cual en combinación con el sistema de ventilación, hace a los frenos excepcionalmente estables en cualquier condición de manejo. El fabricante ha escogido ir en contra de la tendencia actual por los discos cerámicos o de composite cerámico. Estos materiales son nuevos, pero, no habían demostrado ser tan confiables ni tan sutiles como usar aleación de acero para los discos.
La carrocería muestra algunas características al compararse con el CC8S, siendo más notables son las tomas de aire rediseñadas y los faros delanteros. La nueva forma de las tomas de aire es una mejora estética y aerodinámicamente. Este diseño permite que entre más aire para ser succionado en la cavidad y causa una mayor presión de aire en el enfriador real, el cual hace que el aceite y el intercooler trabajen más eficientemente. El separador delantero (splitter) tiene como función un plano divisorio que determina qué parte del flujo de aire debería pasar por arriba o debajo del vehículo. El propósito es para definir mejor la corriente en chorro que se precipita por debajo del coche y genera el efecto Venturi, el cual mantiene pegado el coche al suelo. Una corriente en chorro turbulenta o fluctuante causa que la carga aerodinámica sea inestable, la cual puede resultar en la pérdida de adherencia al camino al pasar por las curvas a alta velocidad. Este discreto separador también está diseñado para incrementar la carga aerodinámica delantera, al empujar más aire hacia arriba y hacia los lados y prologar la curvatura del alerón integrado en la parte baja de la defensa. La presión de aire en el radiador principal y en los sumideros del enfriamiento de los frenos también es más grande, el cual mejora todavía más el desempeño. Para propósitos de competición, el fabricante ha desarrollado los alerones gemelos hechos de fibra de carbono, que son montados horizontalmente en el cofre trasero con su alerón integrado, el cual provee suficiente carga aerodinámica.

## Especificaciones

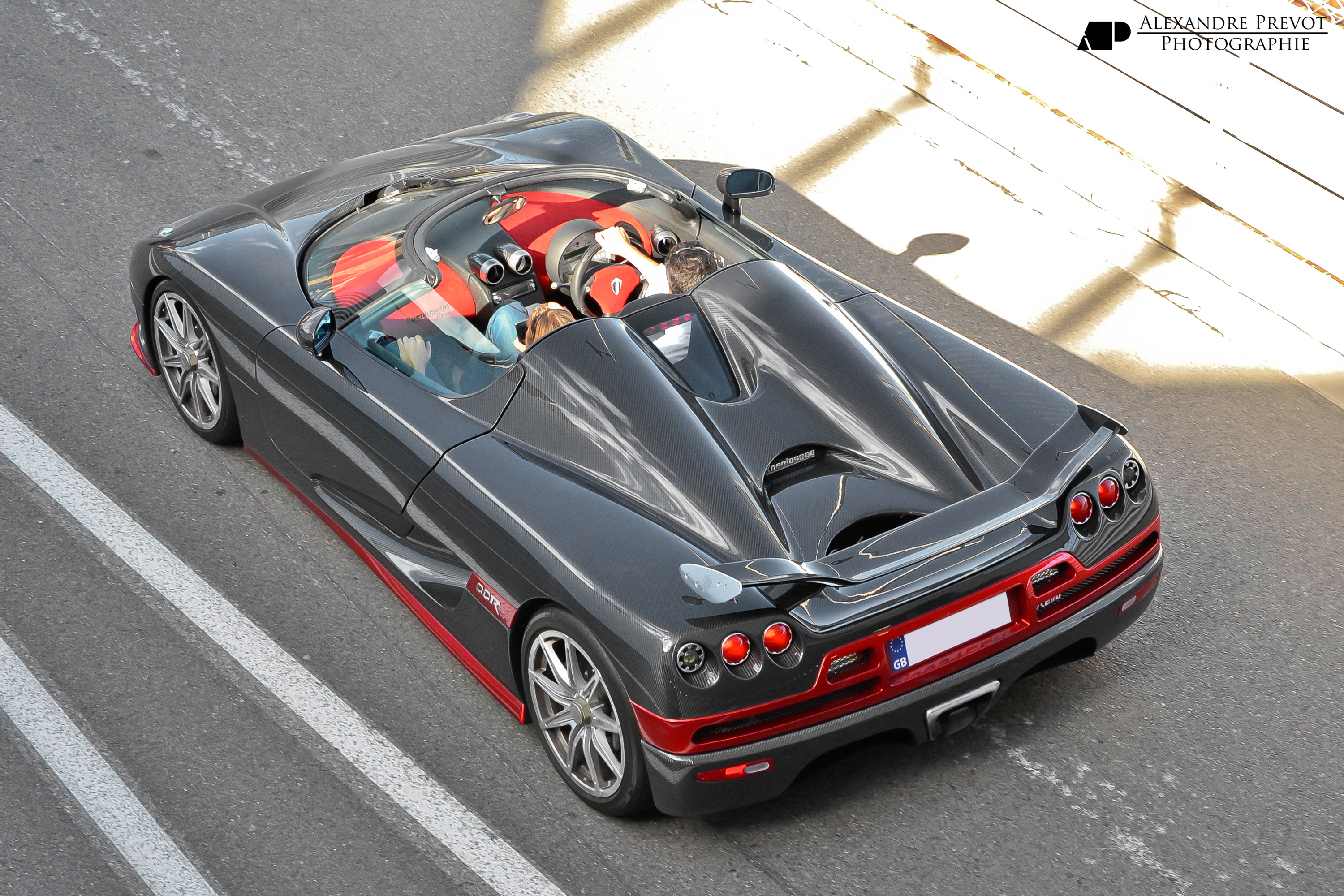
Vista aérea sin el techo

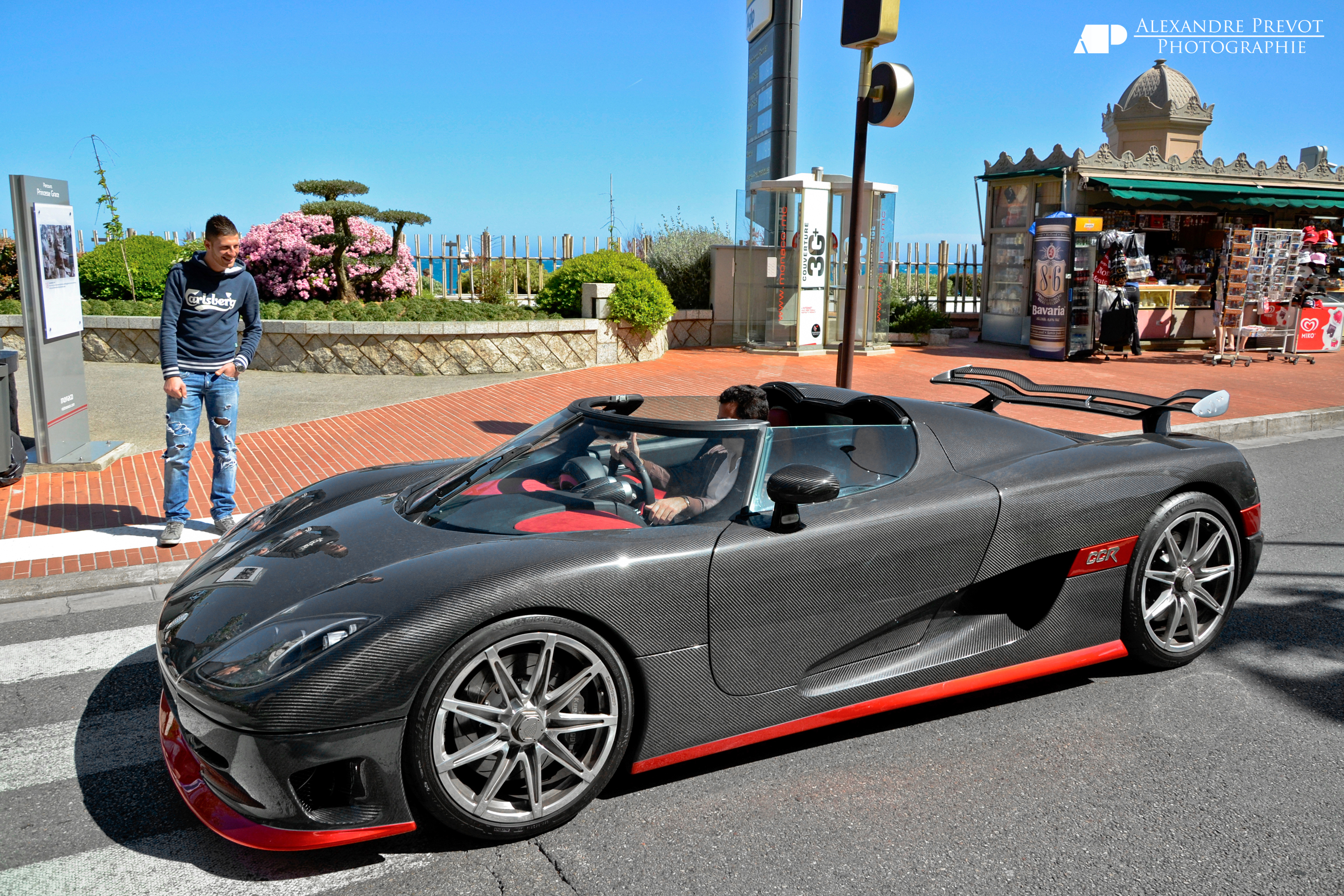
Vista lateral sin el techo

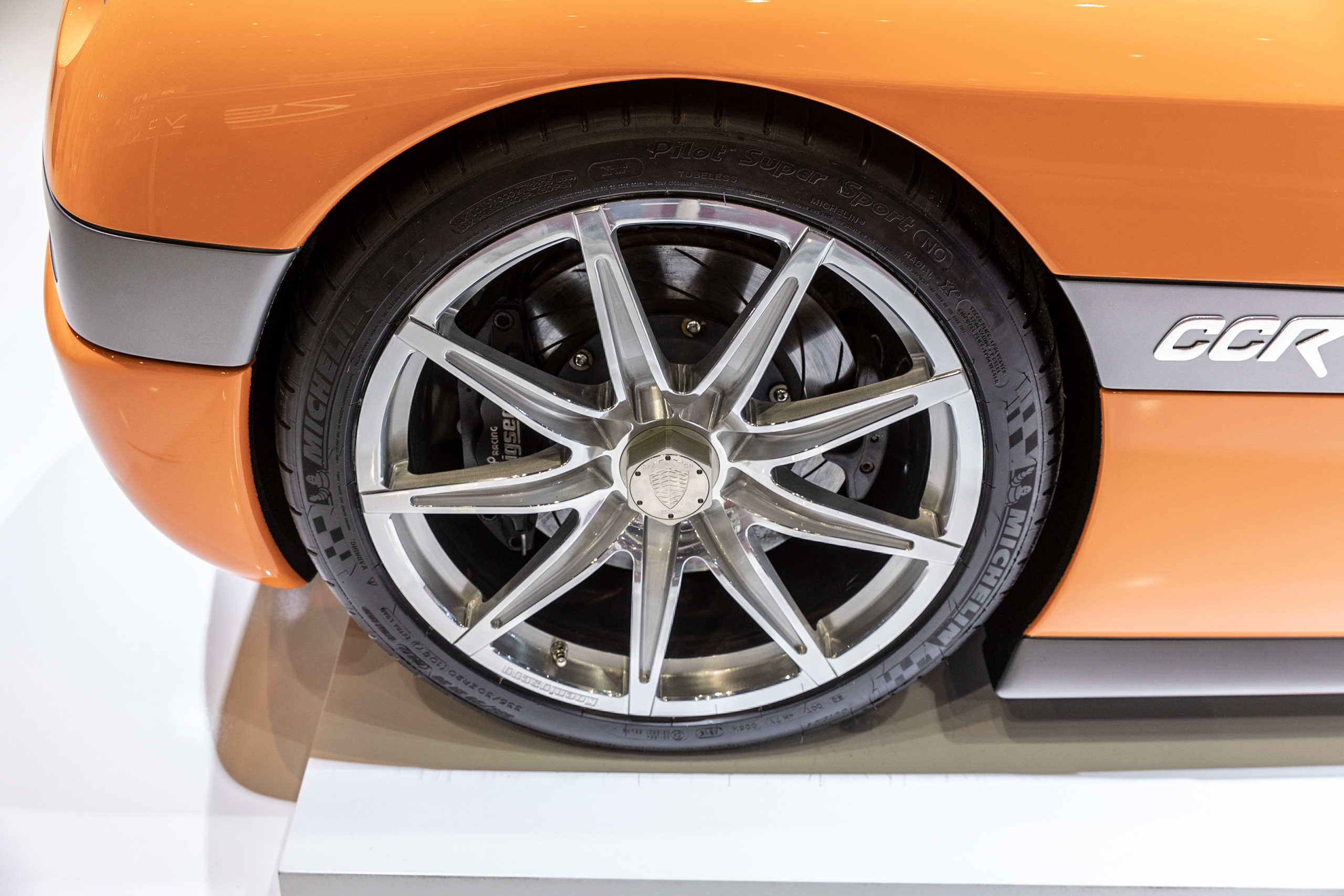
Detalle de la llanta trasera derecha en el Salón del Automóvil de Ginebra de 2019, en Le Grand-Saconnex

Está equipado con un motor V8 de origen Ford Modular de 4,7 litros (286,8 plg³) con doble compresor volumétrico tipo Rotrex Lysholm, que desarrolla una potencia de 806 HP (817 CV; 601 kW), acoplado a una transmisión manual Cima de seis velocidades desarrollada especialmente para este coche.
El compresor de tornillo tiene varias ventajas sobre los compresores centrífugos comunes. Crea una mayor presión de impulso a bajas revoluciones, por lo que tiene un incremento significativo tanto en aceleración como en control a baja velocidad. El tiempo de retraso durante los cambios de marcha y las altas y bajas del acelerador son reducidos al mínimo. El principio del doble compresor de tornillo también es altamente eficiente en energía, lo que contribuye a su potencia y par extremos. La presión de impulso en el plenum de fibra de carbono alcanza niveles tan altas como de 1,2 bares (17,1 psi; 117,6 kPa), considerablemente superior a cualquier otro de la competencia. El compresor Lysholm era el único en el mercado en combinar tanto un diseño de desplazamiento positivo para un par máximo a bajas revoluciones, como una potencia de salida altamente eficiente. Sus niveles de emisiones y de impulso a altas velocidades también son bajos, comparado con otros sistemas con turbocompresor y sobrealimentación.
El equipo de ingenieros ha adaptado la tecnología de la Fórmula 1 en la construcción del acelerador cilíndrico para el CCR. Es una parte vital de su esfuerzo para optimizar el flujo de la toma de aire al motor y reducir la resistencia al mínimo. La cantidad de aire es controlada por la precisa rotación de un cilindro, a través del cual un canal ovalado dirige el aire dentro del plenum. Este diseño de barril único incrementa considerablemente la sensibilidad y la respuesta del acelerador en gama baja, mientras que en gama alta, el flujo de aire perfectamente despejado genera una mayor potencia de salida. Ha sido desarrollado para trabajar en perfecta armonía con el compresor de tornillo Lysholm, el cual crea una mayor presión de impulso que otros aceleradores ordinarios inestables. El metal de cilindro masivo también es muy efectivo en amortiguar el sonido de silbido desde el compresor bajo niveles certificables.
El CCR sobrepasó el récord anterior del CC8S en 2002 con la planta motriz más potente para un coche de producción en serie, gracias a las mejoras recibidas al haber sido potenciado con más de 150 HP (152 CV; 112 kW) extra, con lo que la organización Guinness lo verificó y certificó este nuevo récord en 2004.
| Materiales del motor                | Bloque y cabezas de aluminio fundido                                                                                         |
| Distribución                        | DOHC 4 válvulas por cilindro. Cubierta árbol de levas de fibra de carbono.                                                   |
| Relación de compresión              | 8.6:1 |
| Alimentación                        | Inyección secuencial multipunto, sobrealimentado con intercooler a una presión de impulso de 1,2 bares (17,1 psi; 117,6 kPa) |
| Combustible recomendado             | Gasolina sin plomo de 98 octanos (RON)                                                                                       |
| Sistema de encendido                | Bobina directa en el enchufe, transistorizada                                                                                |
| Potencia máxima                     | 806 HP (817 CV; 601 kW) @ 6900 rpm                                                                                           |
| Par máximo                          | 920 N·m (679 lb·pie) @ 5700 rpm                                                                                              |
| Corte de inyección (línea roja)     | 7600 rpm |
| Sistema de lubricación              | Cárter seco con refrigerante único de pistones de rociado de aceite, con capacidad de 12 litros (3,2 galAm)                  |
| Peso del motor                      | 215 kg (474 libras) |
| Diferencial                         | De deslizamiento limitado, sensible al par                                                                                   |
| Embrague                            | De doble plato, orgánico o sinterizado de 215 mm (8,5 pulgadas)                                                              |
| Capacidad del tanque de combustible | 80 litros (21,1 galAm) |
| Aceleración al 1/4 de milla (402 m) | 9 segundos a 235 km/h (146 mph)                                                                                              |
| Distancia de frenado                | Desde 100 km/h (62 mph) a 0 en 31 m (102 pies)                                                                               |
| Aceleración lateral                 | 1.3 g |

| 1.ª   | 2.ª   | 3.ª   | 4.ª | 5.ª   | 6.ª   | Reversa | Final |
| ----- | ----- | ----- | --- | ----- | ----- | ------- | ----- |
| 2.875 | 1.773 | 1.267 | 1   | 0.833 | 0.711 | 3       | 3.364 |

## Récord de velocidad
Ha sido uno de los automóviles de producción más rápidos del mundo de la historia certificado por el Libro Guinness de los récords, ya que en las pruebas en el Centro Sperimentale Nardò en Italia al ser pilotado por Loris Bicocchi, alcanzó una velocidad máxima de 387,87 km/h (241,01 mph) el 28 de febrero de 2005, batiendo así el récord anterior del McLaren F1 de 386,4 km/h (240,1 mph) en 1998. El coche había estado en ese circuito intentando durante una semana sin poder lograrlo y, después de finalmente establecer el nuevo récord, fue llevado directamente al Salón del Automóvil de Ginebra de 2005 esa misma tarde. Sin embargo, pasaron pocos meses para que a su vez fuese superado por el Bugatti Veyron, con 408,47 km/h (253,81 mph) en abril de ese mismo año.